# NSU Prinz
Pour les articles homonymes, voir Prinz.

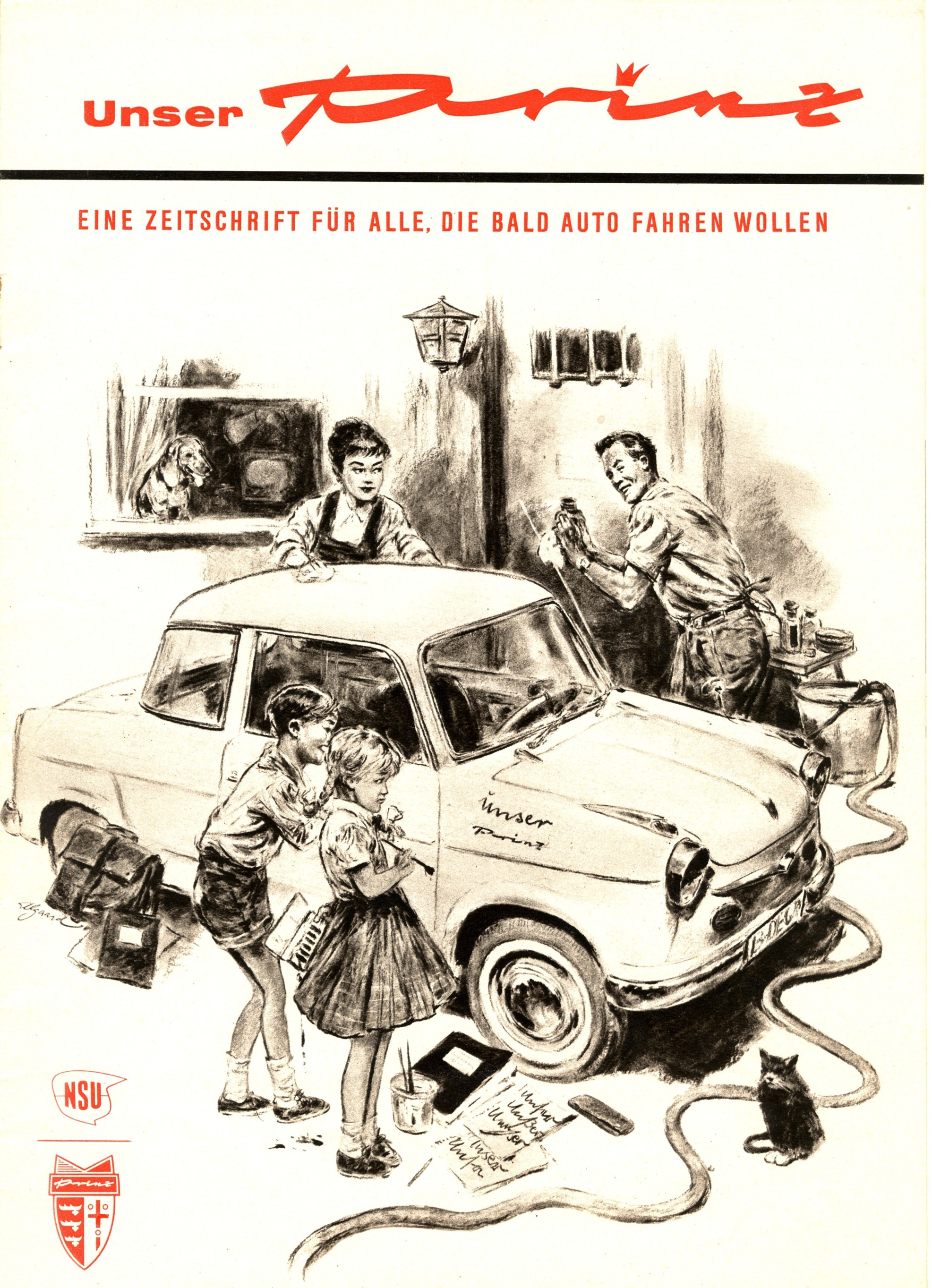
Publicité NSU Unser Prinz (1958), conçue par Helmuth Ellgaard.

Les NSU Prinz sont des automobiles développées par le constructeur allemand NSU de 1957 à 1972. Elles subissent de nombreux restylages tout au long de leur production.

## Histoire

### Contexte historique
NSU Motorenwerke AG était une entreprise allemande fondée à Riedlingen sur le Danube en 1873, qui a débuté en fabriquant des machines à tricoter dont le succès ne fut que très temporaire. En 1880, les associés se séparent, l'usine est transférée à Neckarsulm et renommée Neckarsulmer Strickmaschinen Union - « Union des machines à tricoter de Neckarsulm » : les initiales sont à l'origine de la marque NSU. Les premières motos et automobiles NSU sont construites au tout début du XXe siècle. La fabrication de voitures débute en 1905, avec les modèles NSU Pipe, construits sous licence du constructeur belge Pipe.
À partir de 1922, la société renommée "NSU Vereinigte Fahrzeugwerke AG", se tourne vers l'Italie pour acquérir les licences nécessaires à la poursuite de ses activités industrielles : 
- les voitures avec Fiat, qui seront badgées Fiat-NSU,
- les motos avec Lambretta.

En 1925, pour faire face au succès des modèles Fiat, NSU engage la construction d'une nouvelle usine à Heilbronn pour augmenter la production automobile mais, en 1929, la société connaît d'énormes difficultés financières et, au bord de la faillite, vend à Fiat tout son département automobile ainsi que l'usine d'Heilbronn. NSU devient un fabricant de motocyclettes.
À la fin de la Seconde Guerre mondiale, NSU qui ne produisait que des deux-roues, était le constructeur de motos le plus important au monde. En 1957, NSU tente de reprendre la fabrication de voitures, notamment après la mise au point avec Ferdinand Porsche, durant les années 1933-1934, du prototype d'une voiture à moteur arrière refroidi par air, la Type 32, dont le projet restera sans suite. NSU négocie alors avec Fiat le rachat du nom NSU, ce qui aura pour conséquence de renommer Fiat-NSU en Fiat Neckar.

## Prinz I, Prinz II, Prinz 30 et Prinz 30E (Type 40)
Au milieu des années 1950 le développement d'un véhicule léger est étudié. Initialement, on pensait à un tricycle. Au IAA de Francfort en septembre 1957, apparaît le prototype de la future NSU Prinz finalement dotée de quatre roues avec châssis monocoque et un moteur bicylindre en ligne, moteur avant.
La production commence en mars 1958. La petite voiture a été équipée avec un bloc de 583 cm3 installé l'arrière, moteur bi-cylindre refroidi par air, avec un taux de compression de 6,8:1, de 20 ch (15 kW) à 4 600 tr/min, pouvait monter à 105 km/h. Dans ce moteur bi-cylindre parallèle à co-rotation à quatre temps, les deux pistons se déplacent simultanément de haut en bas. Un problème avec les premiers moteurs était leur fixation et leur silentblocs, qui ne filtraient pas les vibrations extrêmes. Ces vibrations ont été éradiquées avec des silentblocs modifiés. Le moteur était équipé d'une Dynastart, c'est-à-dire un alterno-démarreur combiné, fabriqué par Bosch. Une caractéristique de ce bi-cylindre parallèle était l'arbre à cames en tête entraîné par deux biellettes montées sur des excentriques, de même que dans le moteur monocylindre de la NSU Max.
L'équipement de la voiture était toujours très simple. Par exemple, la transmission était non synchronisée avec quatre vitesses avant. L'habitacle était simple avec des déflecteurs de fenêtre dans les portes avant, des sièges inclinables. Mais il y avait des fenêtres coulissantes dans les portes avant. La voiture était déjà équipée d'un système électrique de 12 volts, contrairement aux produits de la plupart des autres constructeurs automobiles allemands. Elle était seulement disponible dans une couleur extérieure vert clair. Cette version unique coûtait 3 739 DM.
En février 1959 était lancée en parallèle la Prinz II. Mieux équipée, la nouvelle voiture a une transmission entièrement synchronisée, un tableau de bord plus fourni, des vide-poches dans les portes, un cendrier, un intérieur en skaï et des manivelles au lieu de fenêtres coulissantes dans les portes. Pour ce modèle, il y avait quatre couleurs extérieures différentes et en supplément une peinture deux tons, des pneus à flancs blancs et un toit ouvrant. La Prinz II coûtait 340 DM de plus.
Une version sportive de la Prinz II était proposée en avril 1959 : la Prinz 30 à 7,6:1 de compression et un carburateur légèrement plus puissant de 30 ch (22 kW) et monte à 118 km/h. En septembre 1959, il existait les variantes Prinz II et Prinz 30E (pour l'exportation), qui étaient équipées de custodes ouvrables dans les portes et de sièges inclinables. Les clignotants avant ne sont alors plus sur les ailes, mais sous les phares. 
Comme pour la Volkswagen Coccinelle, il existait des versions « Export » mieux équipées des NSU Prinz II et Prinz 30, réservées au marché intérieur allemand.

## Prinz III et Prinz 30 (Type 40)

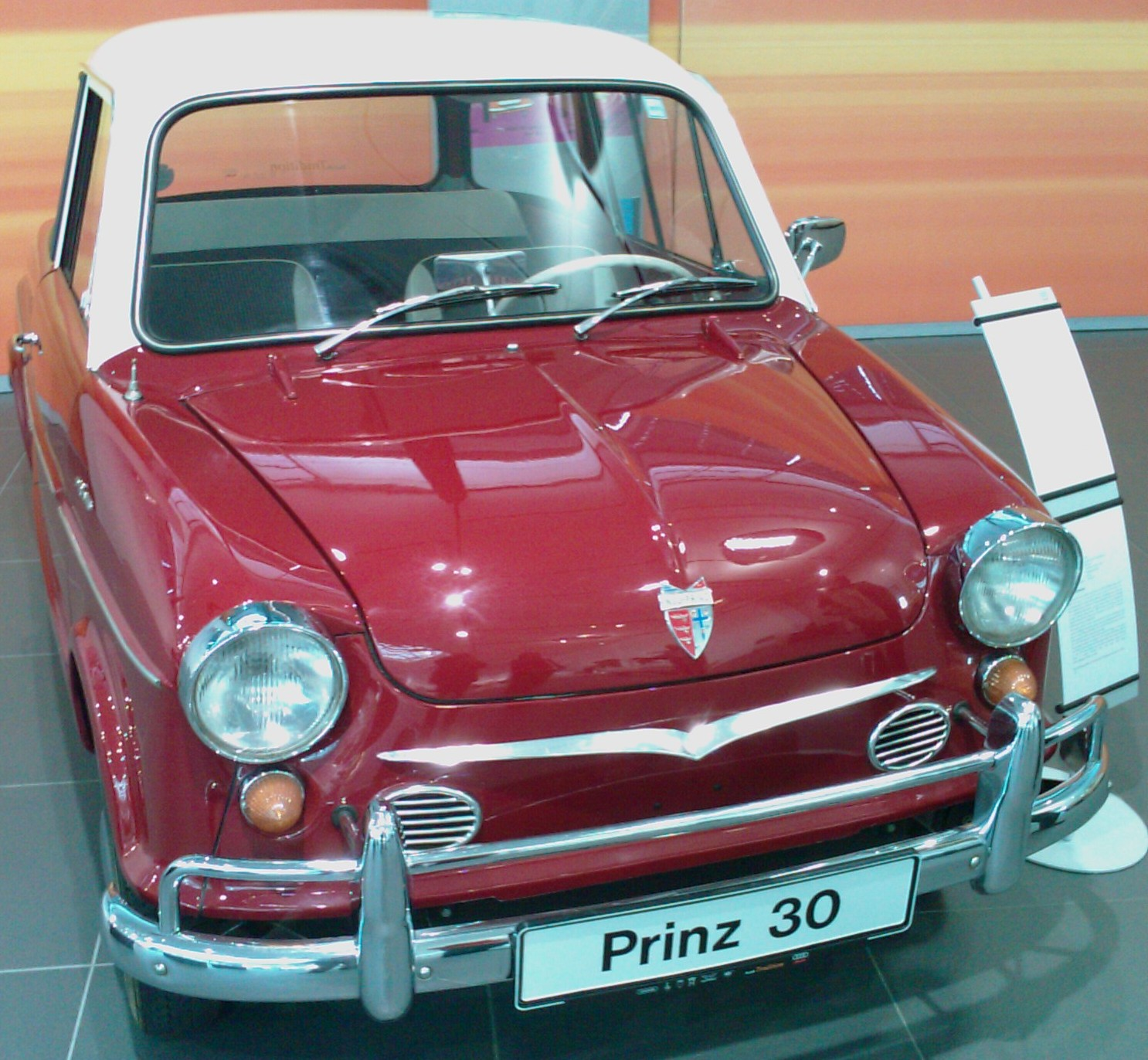
NSU Prinz 30.

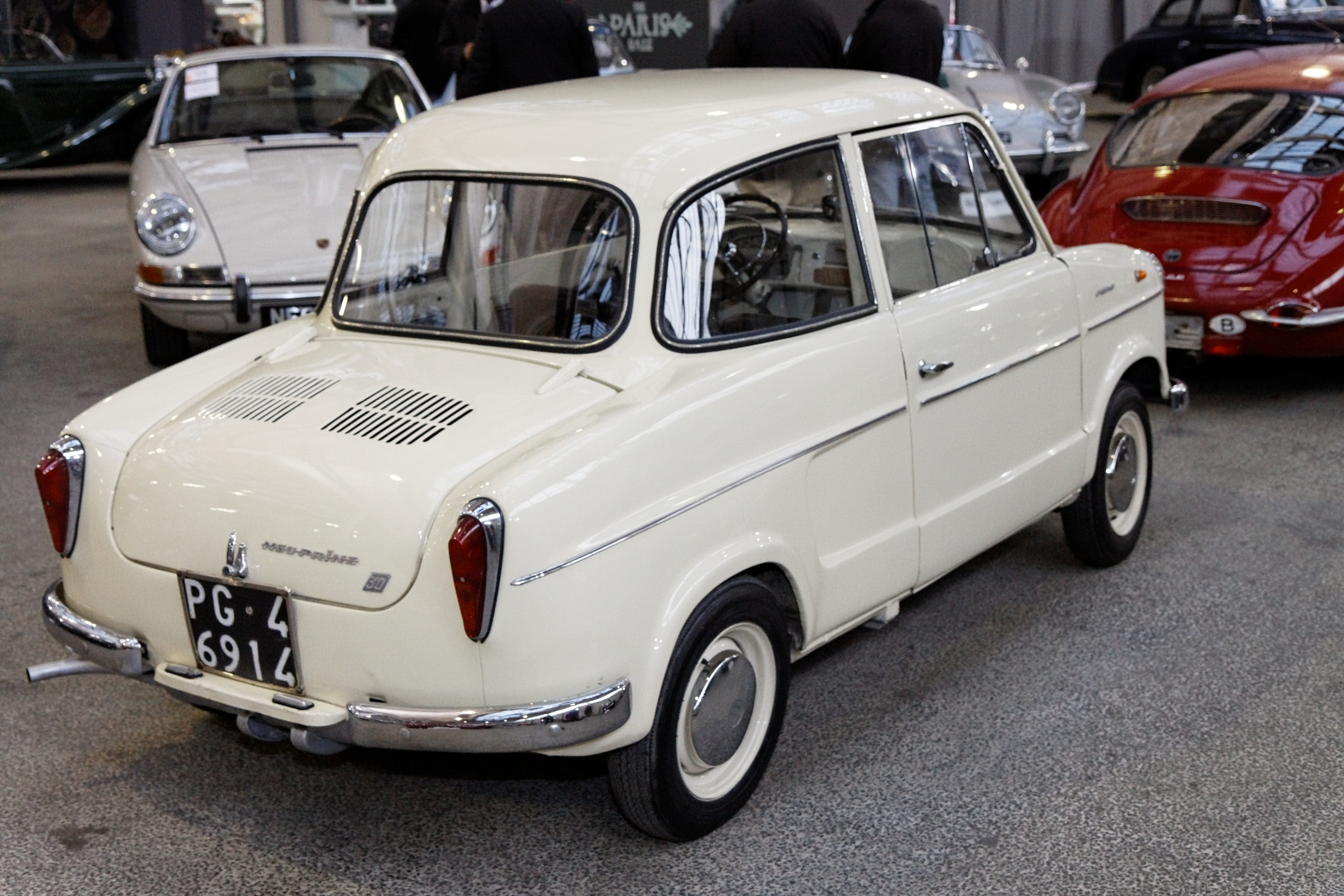
NSU Prinz 30 (vue arrière).

En septembre 1960, la Prinz II est remplacée par la Prinz III. La forme de la carrosserie reste inchangée, mais elle est équipée d'un moteur plus puissant, de 23 ch (19 kW) pour une vitesse maximale de 111 km/h. Les clignotants avant sous les phares, qui étaient réservés à la Prinz 30, sont désormais montés sur toutes les versions de la Prinz III. Les roues avant pendantes des versions précédentes qui étaient déjà en double triangulation, ont reçu une barre stabilisatrice, essieu oscillant arrière avec un coussin d'air supplémentaire. La Prinz III coûtait initialement 3 986 DM. En 1962, le prix passe à 4 016 DM.
La version Prinz 30 devient Prinz 30E, le moteur est inchangé, mais cette version profite des améliorations décrites ci-dessus. Il y avait un chauffage issu de l'échangeur de chaleur et un débattement plus régulier de suspension comme sur la Prinz III. Son prix était de 4 154 DM.
En quatre ans, 94 549 exemplaires ont été produits (Prinz I, Prinz II, Prinz II, Prinz 30 et Prinz 30E).

## Sport Prinz

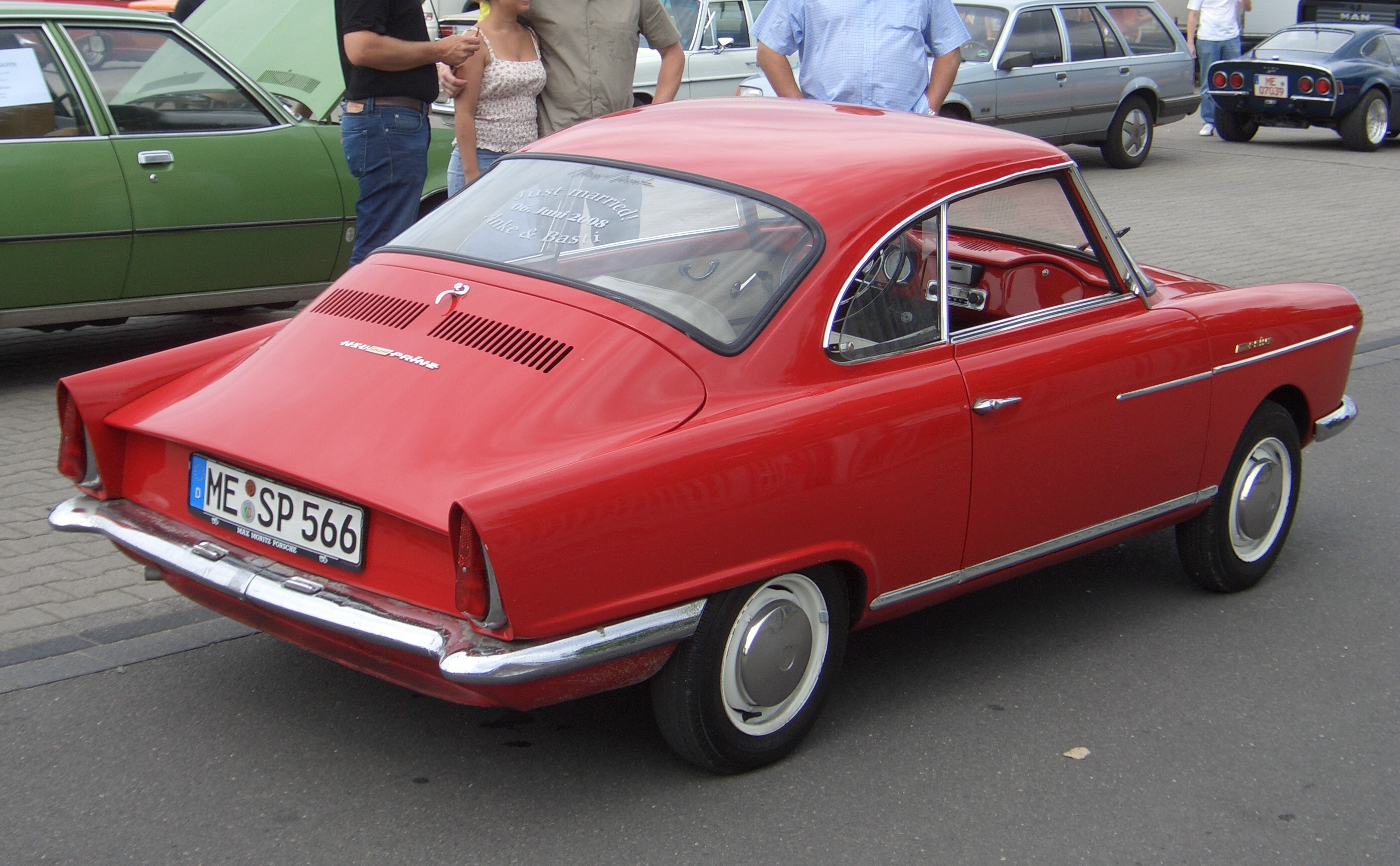
Sport Prinz (vue arrière).

La Sport Prinz est un coupé sport deux places conçu par Franco Scaglione au bureau Bertone, à Turin. 20 831 exemplaires ont été produits entre 1958 et 1968. Les 250 premiers exemplaires ont été construits par Bertone à Turin, le reste à Neckarsulm par une société appelée Drautz, qui a ensuite été rachetée par NSU.
Le coupé Sport Prinz était initialement propulsé par le petit 583 cm3, mais revendiquait néanmoins une vitesse maximale de 160 km/h. 
Le Sport Prinz servira de base pour la NSU Spider, qui sera la première automobile au monde à être commercialisée avec un moteur Wankel.

## Prinz 4, Prinz 4S et Prinz 4L (Type 47)

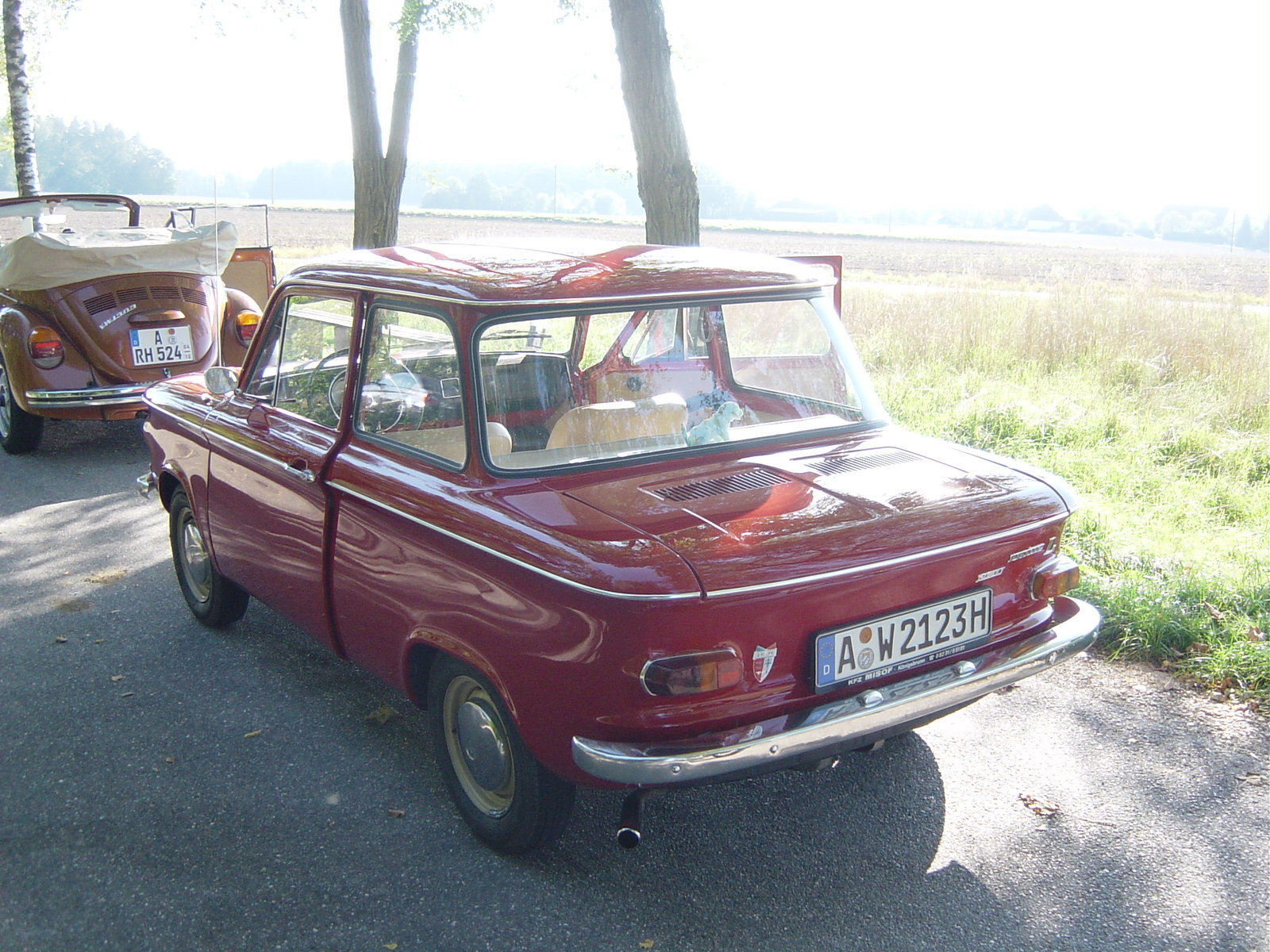
NSU Prinz 4 L (vue arrière).

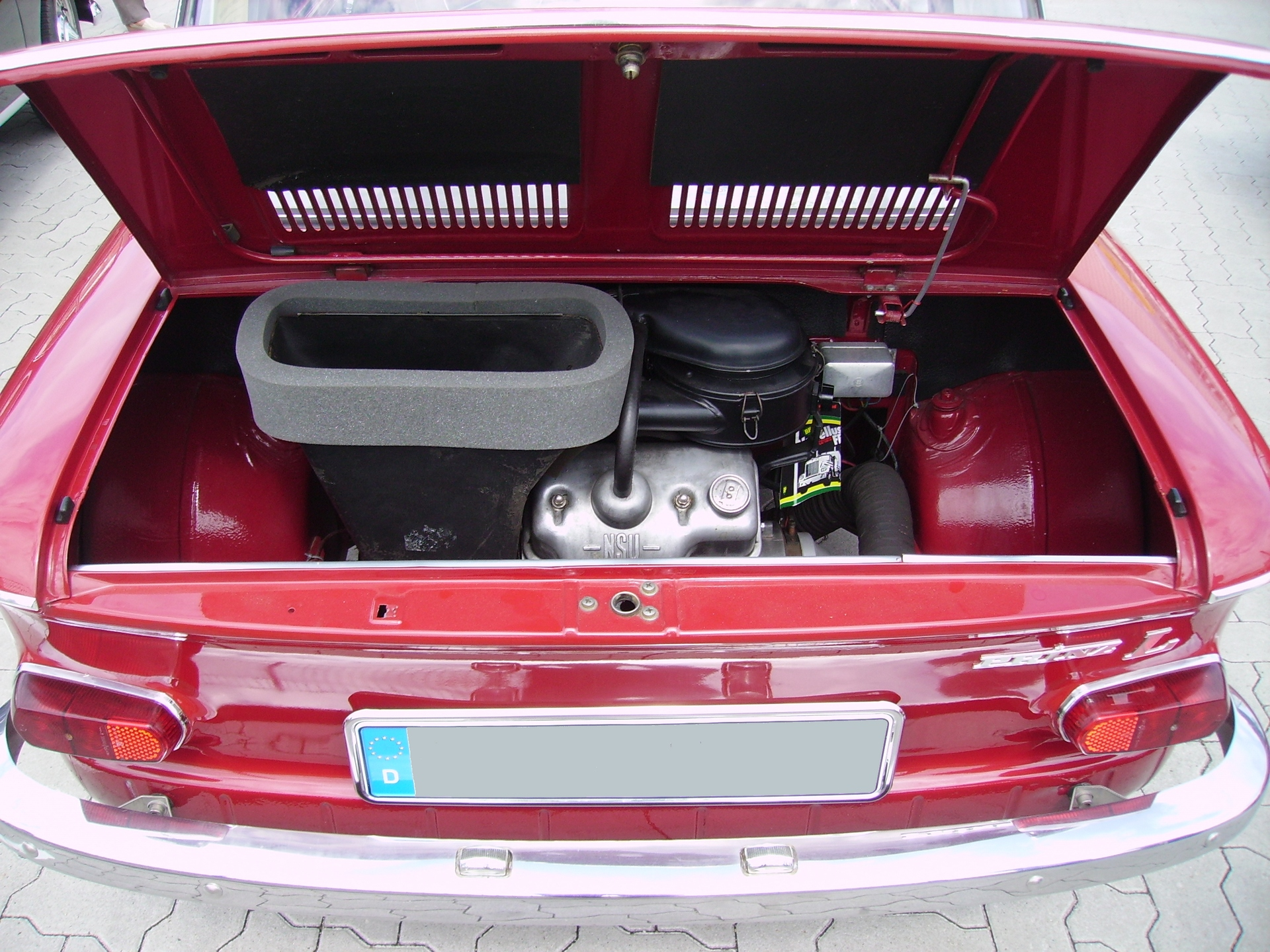
Moteur de la NSU Prinz 4 L.

En juin 1961 a commencé la production de la NSU Prinz 4. Le successeur des Prinz I, II et III (y compris la Prinz 30) a été présenté en septembre 1961 à l'IAA de Francfort. Contrairement à ses prédécesseurs, la Prinz 4 a un gabarit nettement supérieur et une carrosserie dans le style de la Chevrolet Corvair, dessinée par Claus Luthe. Elle est dotée d'un moteur bi-cylindre de 598 cm3 développant 30 ch. Les suspensions sont indépendantes aux quatre roues et les freins à disques sont proposés en option à l'avant. Elle mesure 3,40 m de long. La NSU Prinz 4 était produite en versions 1 000, 1 100 et même 1 200 cm3 à empattement rallongé.
Le châssis et la transmission sont dérivés de la Prinz III. Elle atteint une vitesse maximale de 116 km/h.
En septembre 1965, la version Prinz 4L apparaît avec une amélioration de l'équipement. Elle est produite jusqu'en avril 1973, sans changement notable : n'apparaissent alors que des modifications mineures, telles que la bande de garniture du panneau avant.
La grande majorité de la production des dernières années a été vendue en Italie : pour les années 1968-1970, ce sont 123 338 des 170 080 exemplaires produits, soit 72,5 %.
En 12 ans, un total d'environ 570 000 NSU Prinz 4, Prinz 4S et Prinz 4L ont été produites.

## Prinz 1000, 1000 C (Typ 67 E)
La NSU Prinz a évolué avec la carrosserie de la NSU Prinz 1000 (Type 67a), présentée en 1963 au Salon de Francfort. La sportive NSU 1000 TT (avec moteur 1100) apparaît également, dérivée plus tard en NSU 1200, modèles TT et TTS. Toutes avaient la même carrosserie, avec le moteur quatre cylindres refroidi par air. Elles étaient souvent considérées comme des voitures de sport, mais aussi comme les voitures les plus économiques de la famille Prinz.
Les moteurs étaient très nerveux et très fiables. En associant le faible poids total et une excellente maniabilité en virage, la NSU 1000 et plus encore la NSU 1200 TT / TTS se montraient beaucoup plus puissantes que de nombreuses voitures de sport.
La Prinz 1000 perd la partie "Prinz" de son appellation en janvier 1967, devenant tout simplement la NSU 1000 ou 1000 C en fonction de l'équipement, développant une puissance de 40 ch DIN (29 kW) pour le modèle de base, 65 ch (48 kW) pour la 1200 TT et 70 ch (51 kW) pour la TTS, version la plus puissante.
La 1000 a de grands phares ovales, tandis que les versions TT plus sportives ont des phares ronds doubles montés dans le même cadre. La première TT 1000 développait 55 ch DIN (40 kW) et utilisait le moteur introduit d'abord dans la NSU Typ 110 de classe supérieure.

## Prinz 1000 TT (Typ 67 B)

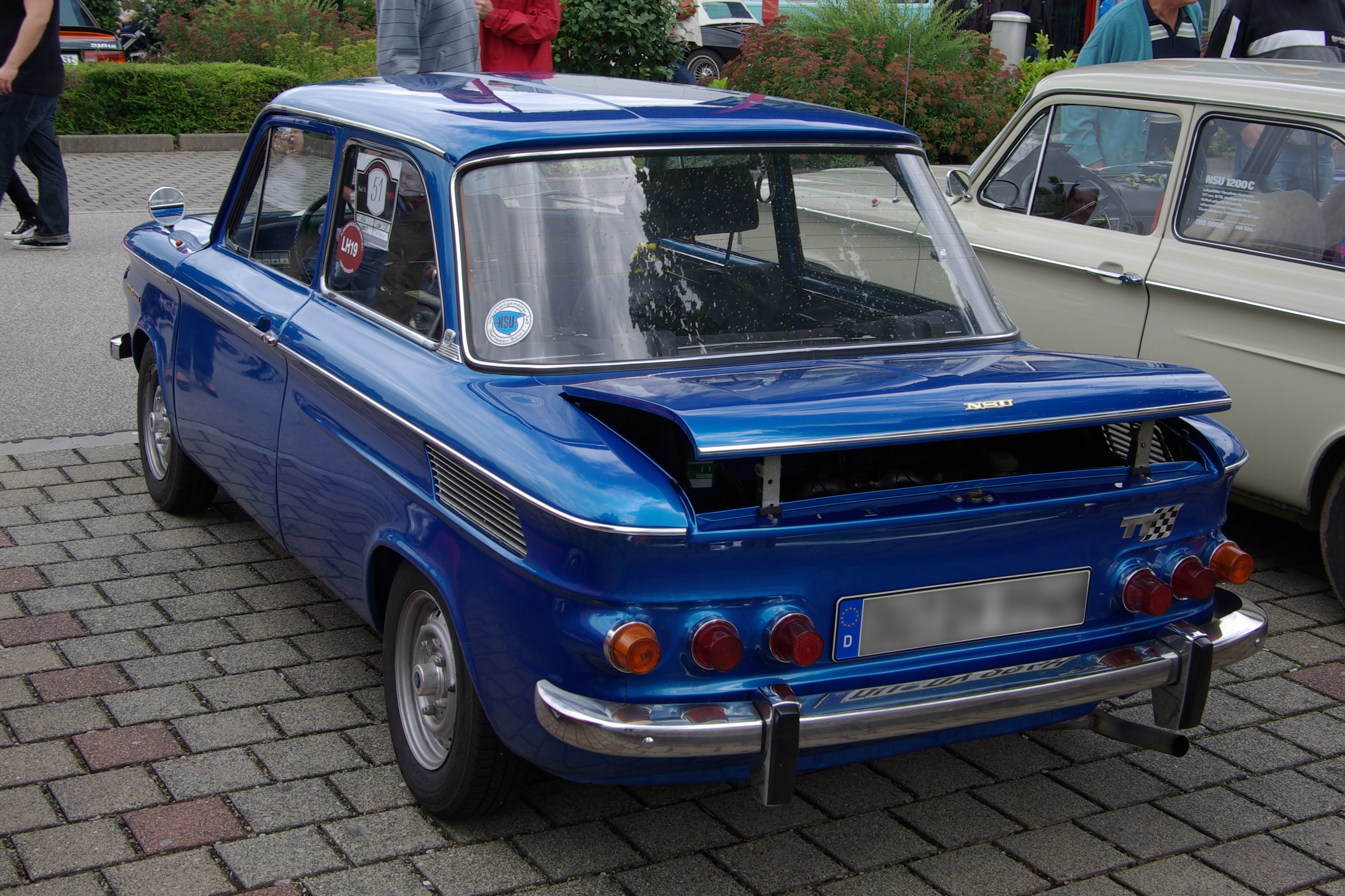
NSU Prinz 1000 TT (vue arrière).

En 1965, la version sportive de la Prinz 1000 est lancée, la fameuse Prinz 1000 TT. Elle est dotée du moteur 1 085 cm3 de la grande NSU type 110 avec 55 ch (40 kW), qui lui permet d'atteindre une vitesse de pointe de 148 km/h.
Lors de son essai pour auto-motor und sport, Gert Hack conclut que la TT marque immédiatement les esprits, en particulier par sa maniabilité et la facilité étonnante avec laquelle se dirige la voiture, ainsi que sa rapidité, y compris en courbe.
La NSU Prinz 1000 TT se reconnaît par ses doubles phares avant reliés par la fameuse bande noire avec l'inscription "NSU Prinz 1000", ses fenêtres d'aération arrière et son coffre arrière relevé, ainsi que les célèbres lettres chromées "TT".
De plus, deux trous forés derrière l'entrée d'air du compartiment moteur favorisent le refroidisseur d'huile, mais en raison de la ventilation du compartiment moteur qui s'avère insuffisante, le moteur a tendance à surchauffer et le capot sera par conséquent redessiné par la suite. Les durites d'huile défaillantes ont par ailleurs souvent causé des incendies. Enfin, ses grandes entrées d'air à l'arrière rendent la voiture sensible au vent latéral.
Entre 1965 et 1967, 14 292 NSU Prinz TT 1000 sont produites avec le moteur 1.1.
TT signifie Tourist Trophy en référence à la fameuse course sur route de l'île de Man. Le nom de l'Audi TT est basé sur cette tradition héritée de NSU et de ce modèle, NSU étant absorbé par Audi en 1977.

## TT (Type 67 F)

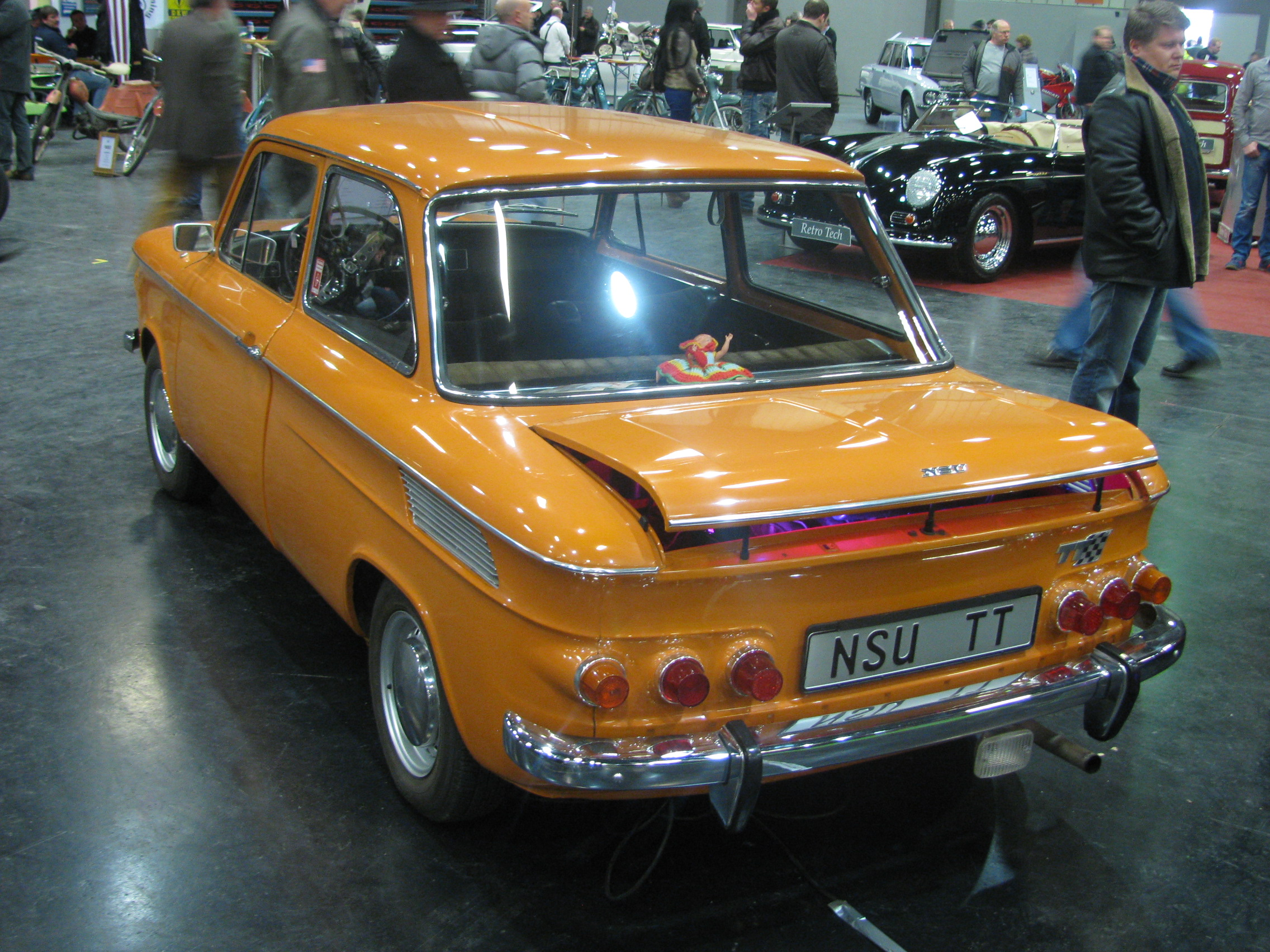
NSU TT (vue arrière).

En 1967, la NSU Prinz 1000 TT devient NSU TT (également appelée 1200 TT). Avec un moteur de 1 177 cm3 développant 65 ch (48 kW), son poids augmente de 5 kg et la vitesse de pointe passe à 153 km/h. Certaines versions sont boostées à 1 300 cm3 et 130 ch (96 kW), il y a également des versions à injection mécanique.
Au lieu de la large bande noire entre les phares, apparaît une bande de chrome, avec ensuite une incrustation noire.
Jusqu'à la fin de la production en juillet 1972, 49 327 NSU TT sont vendues avec le moteur 1.2.

## TTS (Type 67 C)

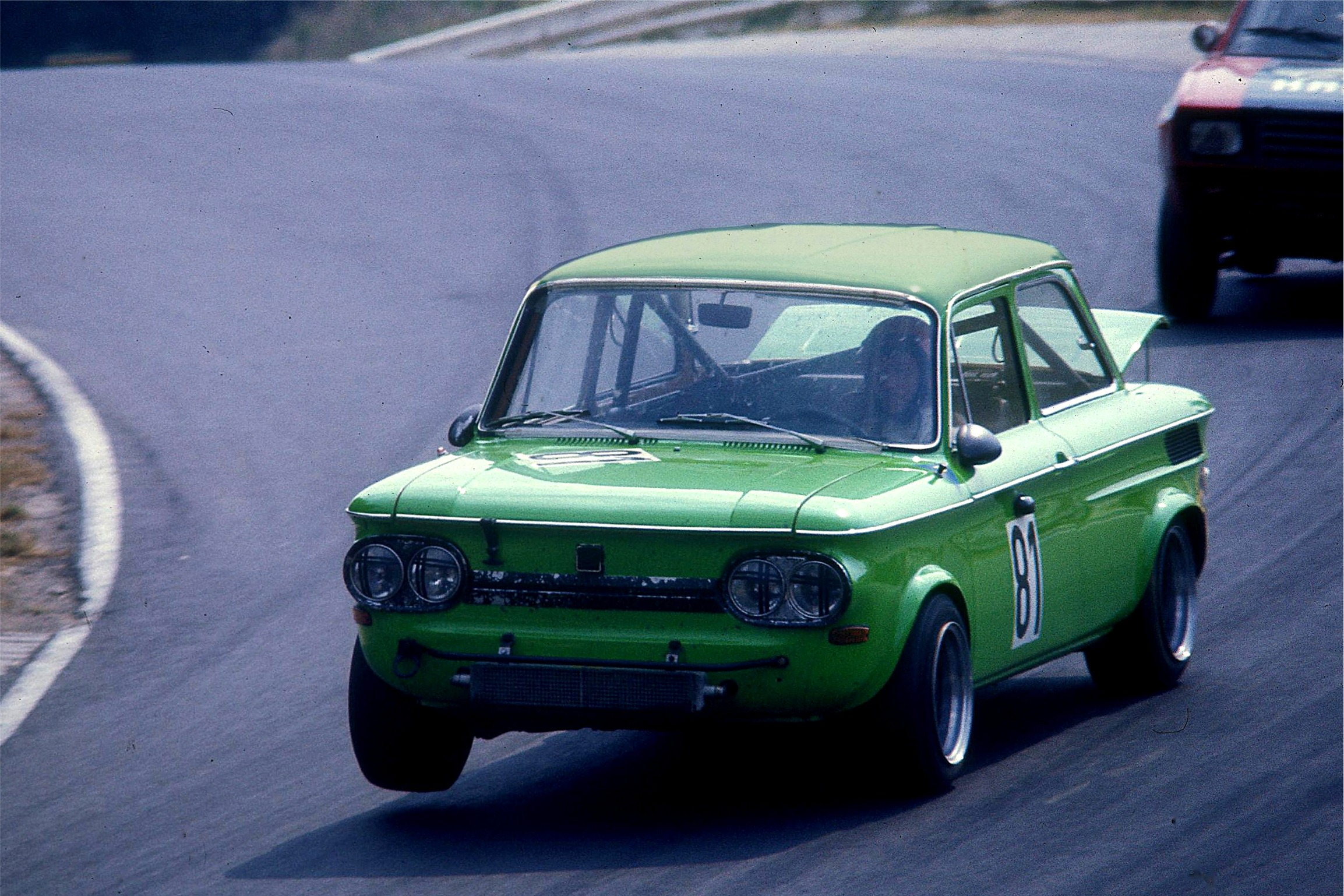
NSU TTS en 1976 au Grand Prix de voitures de tourisme au Nürburgring.

Spécialement conçue pour la course et le rallye, la TTS est introduite en février 1967. Ce véhicule a été pensé comme une petite berline sportive, concept repris plus tard pour la Volkswagen Golf GTI. La TTS reprend le moteur de 996 cm3, avec l'ajout de deux carburateurs double corps Solex et un taux de compression de 10,5:1 délivrant 70 ch (51 kW) à 6 150 tr/min, ou également une version de plus de 85 ch (62 kW). Cela correspondait à l'époque aux performances des moteurs des véhicules de gamme moyenne supérieure et même du bas de la classe supérieure, mais les TTS ne pesaient que 700 kg. Les roues étaient à déport négatif avant et arrière.
En raison de leur maniabilité, les TTS sont restées longtemps après leur production dans les courses de côte et les compétitions de slalom avec toujours autant de succès, et jusqu'à nos jours.
La TTS conserve la légendaire bande chromée avec incrustation noire entre les phares et ses lettres chromées à l'arrière. Sur la face avant de la voiture, un refroidisseur d'huile est monté en lieu et place de celui monté sur les TT dans l'aile arrière gauche.
L’appellation TTS basée sur la tradition NSU et reprise par l'Audi TTS fait référence aux nombreuses victoires de la marque au Tourist Trophy, course emblématique disputée sur l'île de Man.

## Modèles dérivés

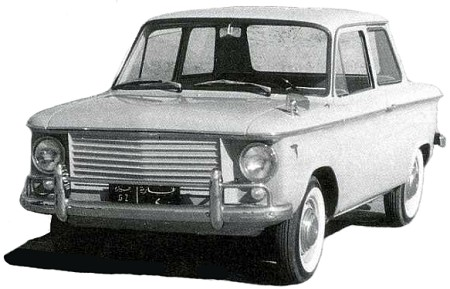
Nasr Ramses II

La Prinz a été fabriquée sous licence en Yougoslavie par la société NSU-Pretis, dont le siège était situé à Sarajevo, et en Argentine par la société Autoar. 
En Égypte, la société Ramses Automobiles a fabriqué sous licence deux versions :
- la Ramses Utilica, sur la base de la Prinz 3 avec une carrosserie spécifique ;
- la Ramses II, copie de la Prinz 4, entre 1963 et 1965.

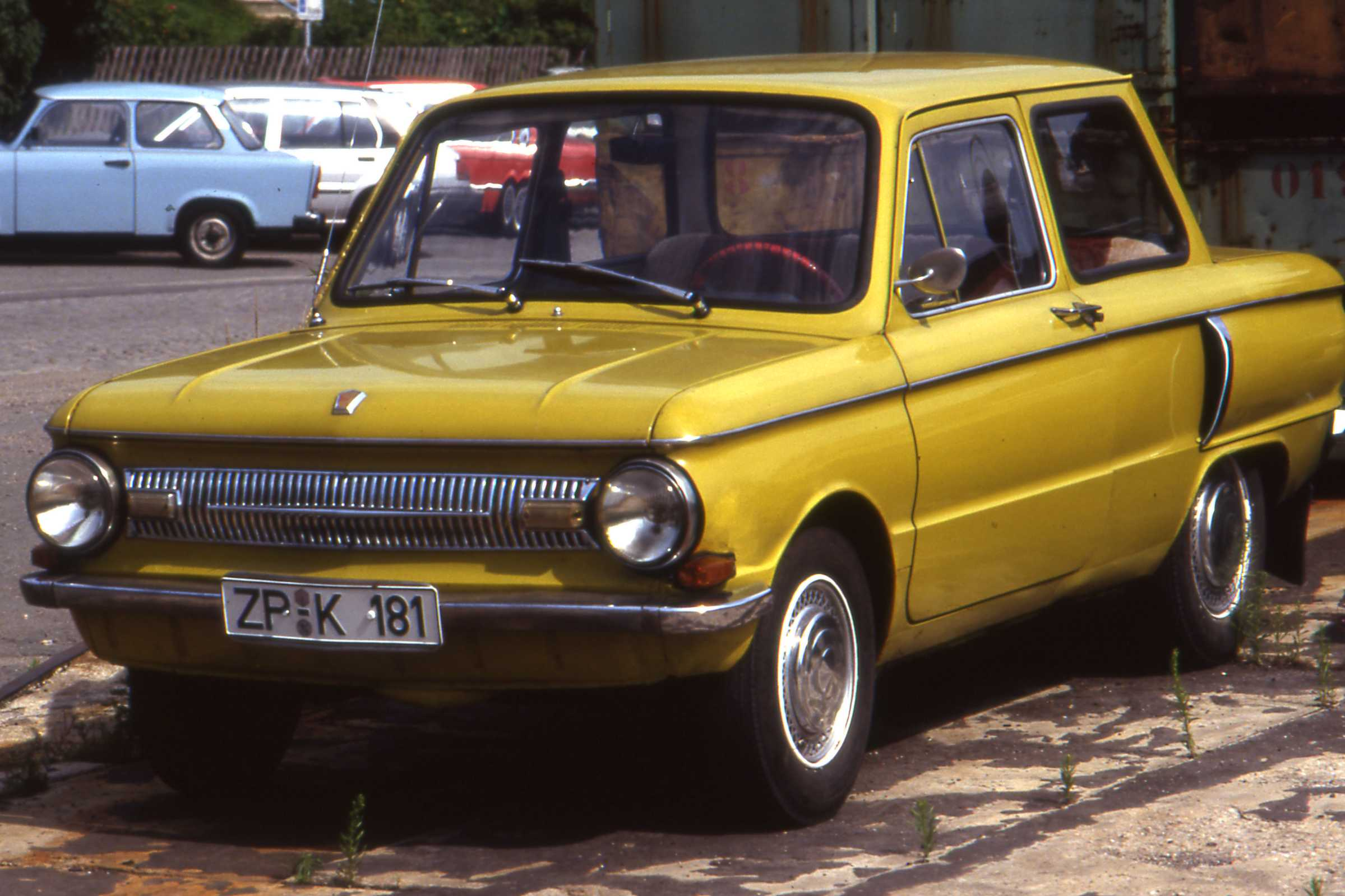
ZAZ-Zaporojets 966

En ex-URSS, le constructeur automobile ZAZ présente en novembre 1966 une nouvelle carrosserie de son modèle historique datant de 1960, la Zaporojets 965, copie de la Fiat 600. La mécanique de la nouvelle ZAZ 966 est entièrement d'origine soviétique, mais le dessin de la carrosserie est calqué sur la Prinz 4, avec des dimensions très légèrement différentes. Cette carrosserie sera conservée sur le modèle 968 qui restera en fabrication jusqu'en 1994.

## La gamme NSU Prinz
Tableau récapitulatif des caractéristiques techniques et de la production des différents modèles NSU Prinz.
| Modèles                       | Prinz I/II | Prinz III | Prinz 30 | Prinz IV | Sport Prinz                                                                                               | Prinz 1000                                                                                                | 1000 C | 1000 TT                                                                                                   | 1000 TTS                                                                                                  | 1200 TT                                                                                                   | 1200 C | Spider Wankel                                                                                   |
| Années fabrication            | 1958-1960 | 1960-1962 | 1959-1961 | 1962-1973 | 1959-1967                                                                                                 | 1967-1972                                                                                                 | 1967-1972                                                                                                 | 1965-1967                                                                                                 | 1967-1971                                                                                                 | 1967-1972                                                                                                 | 1967-1973                                                                                                   | 1964-1967                                                                                       |
| Moteur type                   | 2 cylindres 4 temps refroidi par air                                                                                                | 2 cylindres 4 temps refroidi par air                                                                                                | 2 cylindres 4 temps refroidi par air                                                                                                | 2 cylindres 4 temps refroidi par air                                                                                                | 2 cylindres 4 temps refroidi par air                                                                      | 4 cylindres 4 temps refroidi par air                                                                      | 4 cylindres 4 temps refroidi par air                                                                      | 4 cylindres 4 temps refroidi par air                                                                      | 4 cylindres 4 temps refroidi par air                                                                      | 4 cylindres 4 temps refroidi par air                                                                      | 4 cylindres 4 temps refroidi par air                                                                        | rotatif refroidi par eau                                                                        |
| Cylindrée (cm3)               | 583 | 583 | 583 | 598 | 598 | 996 | 996 | 1.085 | 996 | 1.177 | 1.177 | 497,5                                                                                           |
| Puissance maxi. (ch @ tr/min) | 20 à 4.800 | 23 à 5.500 | 30 à 5.500 | 30 à 5.500 | 30 à 5.500                                                                                                | 43 à 5.500                                                                                                | 40 à 5.500                                                                                                | 55 à 5.800                                                                                                | 70 à 6.150                                                                                                | 65 à 5.500                                                                                                | 55 à 5.500                                                                                                  | 50 à 6.000                                                                                      |
| Boîte de vitesses manuelle    | 4 rapports synchronisés + AR | 4 rapports synchronisés + AR | 4 rapports synchronisés + AR | 4 rapports synchronisés + AR | 4 rapports synchronisés + AR                                                                              | 4 rapports synchronisés + AR                                                                              | 4 rapports synchronisés + AR                                                                              | 4 rapports synchronisés + AR                                                                              | 4 rapports synchronisés + AR                                                                              | 4 rapports synchronisés + AR                                                                              | 4 rapports synchronisés + AR (option : boîte automatique 3 rapports)                                        | 4 rapports synchronisés + AR                                                                    |
| Transmission                  | aux roues arrière | aux roues arrière | aux roues arrière | aux roues arrière | aux roues arrière                                                                                         | aux roues arrière                                                                                         | aux roues arrière                                                                                         | aux roues arrière                                                                                         | aux roues arrière                                                                                         | aux roues arrière                                                                                         | aux roues arrière                                                                                           | roues AV                                                                                        |
| Suspensions                   | 4 roues indépendantes - AV : ressorts hélicoïdaux et amortisseurs télescopiques AR : Suspension pneumatique Prinzair complémentaire | 4 roues indépendantes - AV : ressorts hélicoïdaux et amortisseurs télescopiques AR : Suspension pneumatique Prinzair complémentaire | 4 roues indépendantes - AV : ressorts hélicoïdaux et amortisseurs télescopiques AR : Suspension pneumatique Prinzair complémentaire | 4 roues indépendantes - AV : ressorts hélicoïdaux et amortisseurs télescopiques AR : Suspension pneumatique Prinzair complémentaire | 4 roues indépendantes, ressorts hélicoïdaux, amortisseurs télescopiques à double effet, bras oscillant AR | 4 roues indépendantes, ressorts hélicoïdaux, amortisseurs télescopiques à double effet, bras oscillant AR | 4 roues indépendantes, ressorts hélicoïdaux, amortisseurs télescopiques à double effet, bras oscillant AR | 4 roues indépendantes, ressorts hélicoïdaux, amortisseurs télescopiques à double effet, bras oscillant AR | 4 roues indépendantes, ressorts hélicoïdaux, amortisseurs télescopiques à double effet, bras oscillant AR | 4 roues indépendantes, ressorts hélicoïdaux, amortisseurs télescopiques à double effet, bras oscillant AR | 4 roues indépendantes, ressorts hélicoïdaux, amortisseurs télescopiques à double effet, triangle oblique AR | 4 roues indépendantes, ressorts hélicoïdaux, amortisseurs hydrauliques, barre stabilisatrice AV |
| Freins                        | 4 tambours | 4 tambours | 4 tambours | 4 tambours option disques AV à p. de 1964 série en 1967                                                                             | 4 tambours option disques AV à p. de 1964 série en 1967                                                   | 4 tambours (option : disques AV)                                                                          | 4 tambours (option : disques AV)                                                                          | AV : disques AR : tambours                                                                                | AV : disques AR : tambours                                                                                | AV : disques AR : tambours                                                                                | 4 tambours (option : disques AV)                                                                            | AV : disques AR : tambours                                                                      |
| Dimensions (L x l x h en cm)  | 314 x 142 x 135 | 314 x 142 x 135 | 314 x 142 x 135 | 344 x 149 x 136 | 356 x 152 x 123                                                                                           | 376 x 149 x 136                                                                                           | 376 x 149 x 136                                                                                           | 379 x 149 x 136                                                                                           | 344 x 149 x 136                                                                                           | 379 x 149 x 136                                                                                           | 400 x 150 x 139                                                                                             | 358 x 152 x 126                                                                                 |
| Poids (kg)                    | 510/520 | 540 | 565 | 560 | 560 | 620 | 620 | 640 | 700 | 675 | 710 (Auto : 715)                                                                                            | 700                                                                                             |
| Accélération 0 à 100 km/h (s) | | 0 à 60km/h : 12,1 | 0 à 60km/h : 9,3 | 14 | 0 à 60km/h : 9,0                                                                                          | 20 | 20 | 14,8 | 12,3 | 13,1 | 16,7 (Auto : 20,8)                                                                                          | 14,2                                                                                            |
| Vitesse maxi. (km/h)          | 105 | 110 | 120 | 120 | 130 | 135 | 130 | 150 | 160 | 155 | 145 | 155                                                                                             |
| Consommations (L/100 km)      | 5,5 | 5,5 | 6,0 | 6,0 | 6,2 | 8,4 | 8,4 | 9,0 | 8,5 | 8,5 | 8,8 (Auto : 9,2)                                                                                            | 8,5                                                                                             |
| Production                    | I : 1.648 II : 31.900 | 25.177 | 30.678 | 71.716 | 20.831 | 92.622 | 114.806                                                                                                   | 11.465 | 2.402 | 52.082 | 167.660 | 2.184                                                                                           |

Au total, ce sont 625.171 NSU Prinz qui sont sorties des chaînes de fabrication allemandes.